# Zjazdówka (trolejbus)

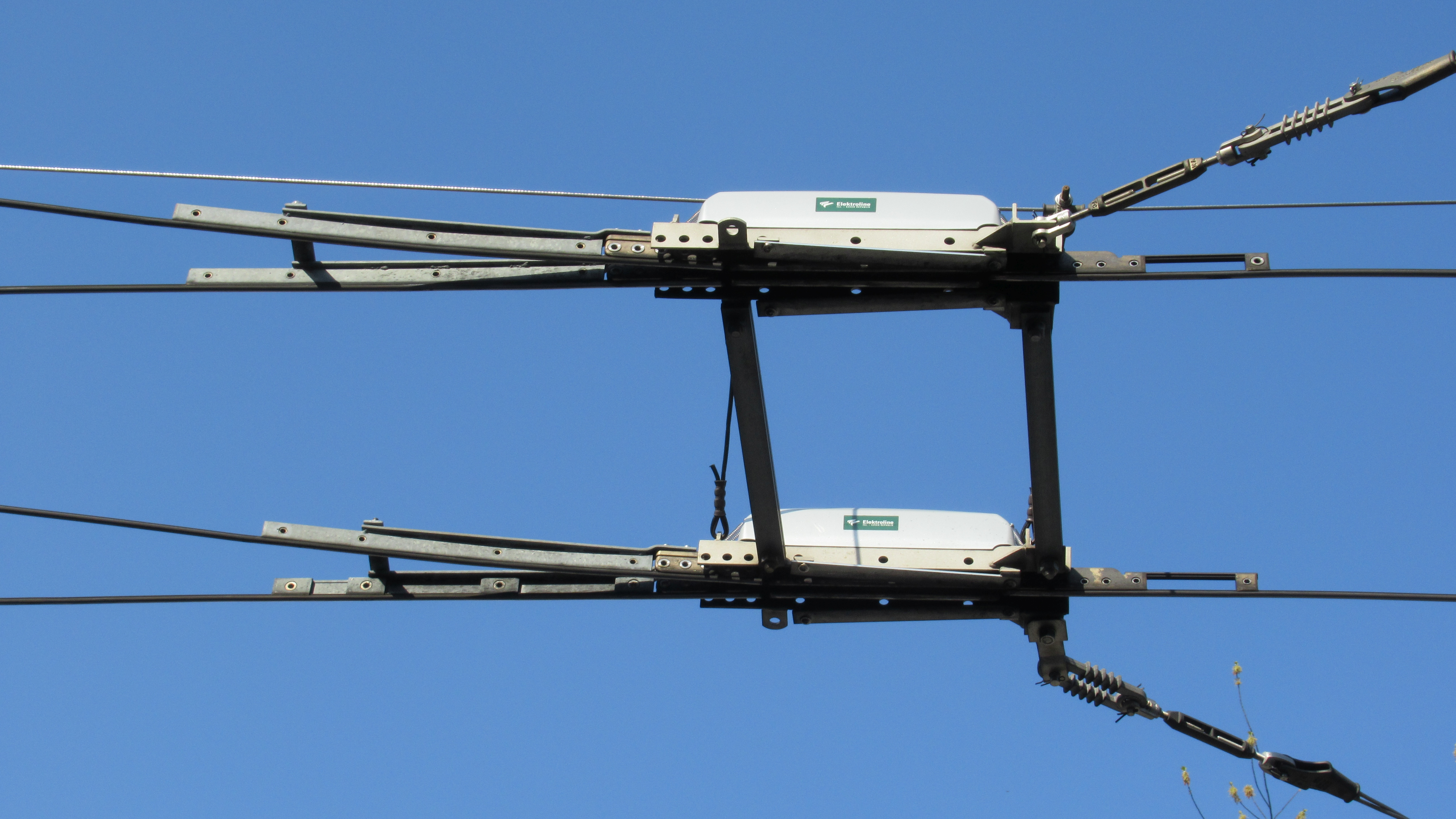
Zjazdówka

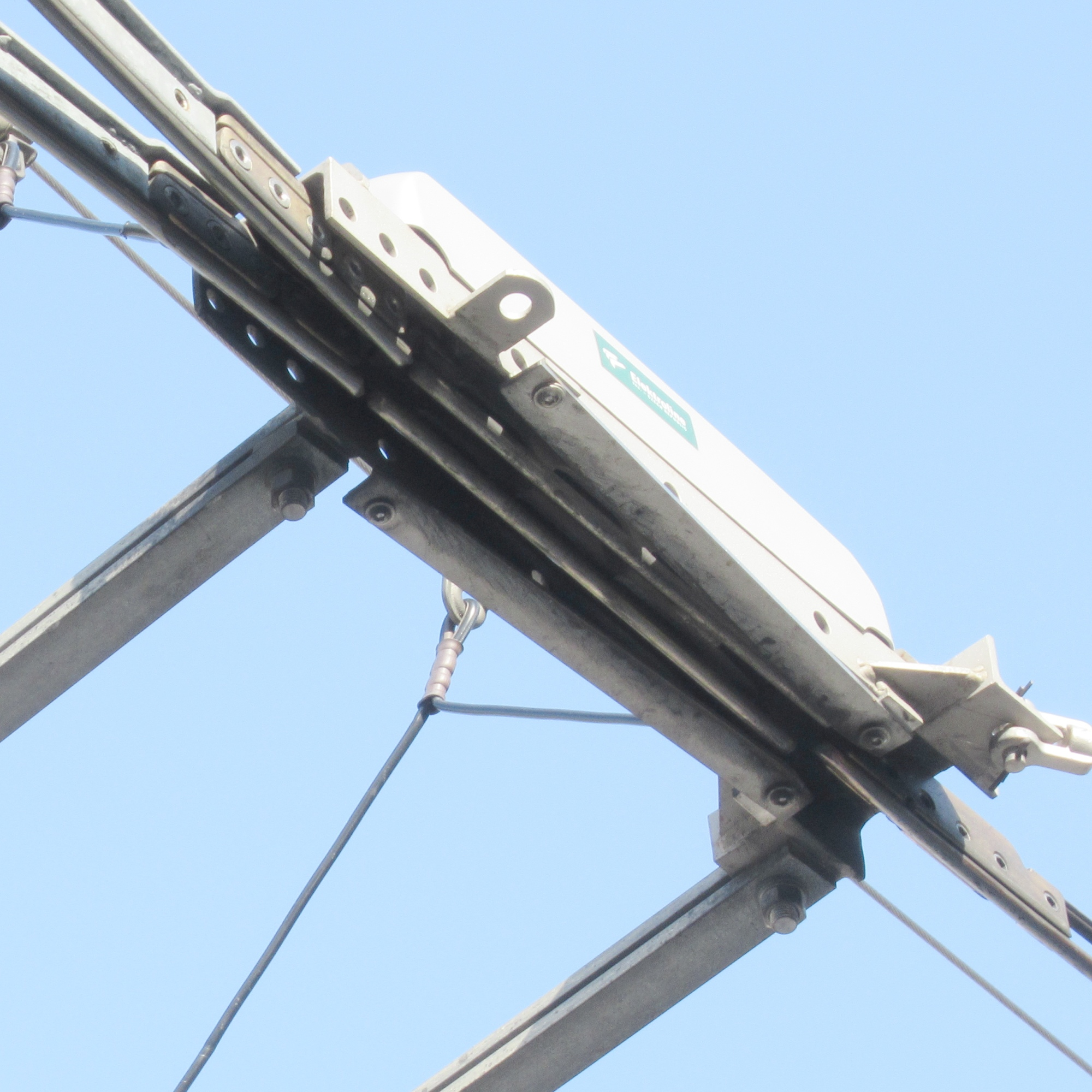
Zjazdówka (jeden element) – widoczne prowadzenie ślizgacza w położeniu neutralnym

Zjazdówka – urządzenie montowane na trolejbusowej sieci trakcyjnej. Łączy dwa tory sieciowe w jeden. Jest to urządzenie bierne (w przeciwieństwie do zwrotnicy sieciowej), umożliwiające jedynie jazdę w stronę pojedynczego toru („z ostrzem”). Zapewnia izolację elektryczną przewodów i prowadzenie ślizgaczy odbieraka.